# Édouard Favand
Pour les articles homonymes, voir Favand.
Édouard Favand est un homme politique français, né le 20 juillet 1826 à Alès (Gard) et mort le 8 mai 1881 à Paris. 

## Biographie
Frère de Casimir Favant et neveu de Eugène Édouard Boyer de Peyreleau, Édouard Favard est promu Officier de la Légion d'honneur le 8 août 1871.
Sa tombe, au cimetière d'Alès, est protégé au titre des objets monuments historiques.

## Mandats
- Député du Gard (1878-1881)

## Sources
- « Édouard Favand », dans Adolphe Robert et Gaston Cougny, Dictionnaire des parlementaires français, Edgar Bourloton, 1889-1891 [détail de l’édition]